# 坚瓠集
《堅瓠集》，是清朝笔记小說，共十五集、六十六卷，作者褚人穫。

## 內容主旨
《堅瓠集》自初集始，累為十集，搜羅略備，更繼以續集、廣集、補集、秘集，以及餘集，共十五集。洪昇曾为补集作序，尤侗为秘集作序。其他代序者多为名流，如孙致弥《总集序》、李炳（号暒菴）《首集序》、彭榕《二集序》、毛宗岗《三集序》、毛际可《四集序》、顾贞观《五集序》、徐柯《六集序》、朱陖《广集序》等。“堅瓠”一語來自《韓非子》，是指堅硬的葫蘆，無法盛物，比喻無用之物，作者以此自謙其書無用。《堅瓠集》內容龐雜，多為讀書筆記，有遠古神話、歷代人物，亦有里巷軼事、風俗民情，乃至於詼諧、戲謔無所不記，但取材多因襲前人筆記的內容，亦乏深刻見解。例如《堅瓠補集》的〈羅周召乩〉一文，出自明朝戴冠《濯纓亭筆記》，這是明朝羅周於元旦扶乩，詢問仕途之事，作者本人對此類習俗似乎堅信不移。本书有道光十二年寻春书屋刊本、清朝笔记丛刊本、笔记小说大观本，以及1926年柏香书屋铅印本等。